# 라인홀트 글리에르

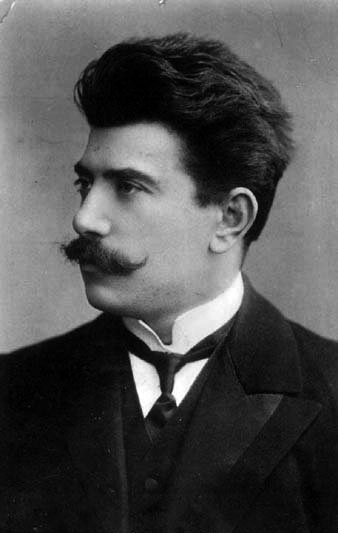
젊은 시절의 라인홀트 글리에르

라인홀트 글리에르(러시아어: Рейнгольд Морицевич Глиэр, 1875-1956)는 러시아 국민음악을 직접 이어받은 음악가이며, 특히 구소련의 우크라이나, 아제르바이잔, 우즈베키스탄 등의 민족음악의 발전을 위하여 현지의 젊은 작곡가들과 협력하여 민족적 가극을 만들었고, 또한 민족적 주제에 의한 표제교향곡을 작곡하였다.

## 생애
1875년 1월 11일에 우크라이나의 수도 키예프에서 태어났다. 1891년부터 1894년까지 음악학교에서 오트칼 셰프티크(1852-1934)에 이어서 모스크바 음악원에서 알렌스키와 코뉴스에게서 화성법을, 타네예프에게서 폴리포니와 악식론을, 미하일 이폴리토프이바노프에게서 자유작곡을 배웠다. 1900년에 작곡과를 금메달로 나왔다(졸업작품은 바이론에 의한 가극 오라토리오 《천지》). 1900년대 초기에 상트페테르부르크의 벨라예프파의 모임에 참가하고, 1900년부터 교육에 종사하였다. 미야스코프스키와 프로코피예프는 일찍부터 그의 지도를 받았다. 1920년, 모스크바 음악원으로 전근하여 작곡반을 담당하였다. 그 반에서는 구소련의 여러 작곡가들이 배출되었는데, 아람 하차투리안도 그 중의 한 사람이다. 1941년까지 모스크바 음악원에 근무하면서 각종 음악사업에 참가하였으며, 1910년 이후는 지휘자로서 구소련 각지를 돌아다녔다. 1956년 6월 23일 81세로 별세하였다.

## 작품 세계
작품은 각 장르에 걸쳐 그 수가 많으나, 외국에서는 거의 알려져 있지 않다. 다만 발레곡 <붉은 겨자>(1927)와 알렉산드르 푸시킨의 시로 된 <청동(靑銅)의 기사(騎士)>가 유명하다. 한편 <하프 협주곡>(1838), <첼로 협주곡>(1945), <목소리를 위한 협주곡>(1942), <현악 4중주곡 제4번>(1943) 등이 대표작이다.

## 작품 목록

### 협주곡
- 하프 협주곡 내림마장조 Op.74 (1938년)
- 소프라노 협주곡 바단조 Op.82 (1943년)
- 호른 협주곡 내림나장조
- 첼로 협주곡 라단조
- 바이올린 협주곡 사단조